# Manx (Automarke)
Manx ist eine britische Automarke.

## Markengeschichte
Mel Hubbard gründete 1999 das Unternehmen Manxbuggies in Dartford in der Grafschaft Kent. Er begann mit der Produktion von Automobilen und Kits. Die Markennamen lauten u. a. Bounty und Manx. Später zog er nach Wisbech in Cambridgeshire. 2003 setzte East Coast Manx aus Uppingham in Rutland unter Leitung von Rob Kilham die Produktion fort. 2007 zog er nach King’s Lynn in Norfolk. Insgesamt entstanden bisher etwa 240 Exemplare. Der Export erfolgt nach Belgien und Irland sowie in die Niederlande.

## Fahrzeuge
Im Angebot stehen zwei verschiedene VW-Buggies.
Der erste geht zurück auf eine Konstruktion von Bruce Meyers, der das Fahrzeug ab 1964 in seinem Unternehmen Meyers Manx in den USA fertigte. Die Basis bildet das Fahrgestell vom VW Käfer. Von diesem Modell entstanden bisher etwa 140 Exemplare.
Der Manx II ist etwas breiter und im Bereich der Rücksitze und des Hecks anders geformt. Er fand seit 1999 etwa 100 Käufer.